# French Transe en danse
 (août 2022).
French Transe en danse est une émission de radio hebdomadaire diffusée sur la radio universitaire et communautaire de Calgary, CJSW-FM. Créée en 1986, elle est la seule émission en français produite et diffusée depuis Calgary. 
L'émission est consacrée à l'actualité des communautés francophones de la ville et diffuse uniquement des morceaux d'artistes francophones du monde entier, le plus souvent issus de la scène indépendante.  
Animée par des bénévoles, elle a occupé différents créneaux horaires au fil du temps, et occupe celui du lundi soir de 18h00 à 19h00 depuis la fin des années 1990. Elle est ensuite rediffusée sur Radio Victoria et Radio Cité Edmonton.

## Histoire
En 1983, Claude Rousseau, né à Trois-Rivières, commence des études en astrophysique à l'Université de Calgary. Passionné de radio, il anime une émission en anglais sur CJSW-FM chaque jeudi de 22h00 à minuit consacrée à l'astrophysique. Au cours de cette émission, "Cosmic Claude" évoque pendant quelques minutes en français l'actualité de la communauté francophone de Calgary dans une rubrique intitulée "L'agenda". Au moins d'août 1986, le directeur de CJSW, Grant Burns, lui demande d'étendre cette rubrique à une heure entière d'émission en français afin de répondre aux exigences de la commission de radio-télédiffusion et communications du Canada. L'émission prend alors pour nom "La filière française", en référence au film de William Friedkin.
L'émission se veut collaborative et participative, et les membres de la communauté francophone de Calgary sont invités à s'impliquer dans sa production. Un an après sa création, "La filière française" est ainsi reprise par Jean-Pierre Grenier et Jean-Éric Tremblay, tous deux enseignants, le samedi de 13h à 14h. Sous un nouveau nom, "Le panier percé", ces derniers proposent un contenu mêlant humour, musiques en français et nouvelles communautaires en compagnie de Rock Martin à la programmation musicale et à la technique. Sous le même nom, l'émission est reprise l'année suivante par les membres de la Société de Théâtre de Calgary qui se relaient au micro : Jocelyne d'Amour,  Claude Labrie puis Sylvie Charrette, Etienne Marchand, Nathalie Tremblay, Jean-Marc Labonté ou encore Jean Raymond. L'équipe s'efforce de développer des liens avec la communauté francophone locale, en proposant des ateliers d'animation radio aux publics scolaires ou en mobilisant les jeunes français effectuant leur service militaire à Calgary. Au début des années 1990, l'émission est déplacée au lundi de 18h à 19h, créneau horaire qu'elle occupe toujours aujourd'hui.
Au fil du temps, l'émission de radio en français de Calgary a porté différents noms : "Pleins feux" à partir de 1993, "French Décadanse" en 1999, "C'est meilleur le samedi" au début des années 2000... Ce n'est qu'en 2002 qu'elle adopte le titre "French Transe en Danse", qu'elle a conservé jusqu'à aujourd'hui.  Le principe de l'émission reste celui d'une animation collégiale où chacun se relaie en fonction de ses disponibilités: Isabelle Lejeune, Jean-Charles Lanciault, Hubert Denis ou encore Alain Towner se relaient ainsi au micro à la fin des années 1990. Toutefois, dans les années 2000 l'équipe d'animation se réduit bientôt au seul Gilles Mossière, entré à la radio en 1999. Accompagné ponctuellement de partenaires au micro, il maintient l'émission à un rythme hebdomadaire et continue à proposer un contenu d'une heure entre découvertes musicales en français et relai de l'actualité des communautés francophones à Calgary, "pour faire vivre la culture francophone à Calgary".  

## Tournoi de pétanque Hubert Denis
En 1998, Hubert Denis, alors animateur de l'émission, organise un premier tournoi de pétanque à Calgary dont les fonds sont reversés sous forme d'un don à la campagne de financement de CJSW. Depuis, le tournoi renommé "trophée Hubert Denis" a lieu tous les ans au début du mois de Septembre. Le vainqueur du tournoi reçoit traditionnellement une bouteille d'apéritif anisé et le second une bouteille de vin du Beaujolais. En 2022 il fêtera sa 23ème édition.